# Klaus Ulonska
Klaus Ulonska, né le 10 décembre 1942 à Cologne et mort le 14 mars 2015 dans la même ville, est un athlète et dirigeant sportif allemand. Il a été Président du club de football du SC Fortuna Cologne.

## Biographie
Il remporte la médaille d'or du 4 × 100 m lors des championnats d'Europe de 1962, à Belgrade, en compagnie de Peter Gamper, Hans-Joachim Bender et Manfred Germar. Il est enterré au Melaten-Friedhof de Cologne.

### Palmarès
| Date | Compétition           | Lieu     | Résultat | Épreuve   | Performance |
| ---- | --------------------- | -------- | -------- | --------- | ----------- |
| 1962 | Championnats d'Europe | Belgrade | 1er      | 4 × 100 m | 39 s 5      |

### Records
| Épreuve    | Performance | Lieu     | Date              |
| ---------- | ----------- | -------- | ----------------- |
| 200 mètres | 21 s 5      | Belgrade | 15 septembre 1962 |